# Zalisoce, Kiverți
Zalisoce (în ucraineană Залісоче) este un sat în comuna Didîci din raionul Kiverți, regiunea Volînia, Ucraina.

## Demografie
Componența lingvistică a localității Zalisoce
     Ucraineană (98,62%)
     Rusă (1,1%)
     Alte limbi (0,14%)
Conform recensământului din 2001, majoritatea populației localității Zalisoce era vorbitoare de ucraineană (98,62%), existând în minoritate și vorbitori de rusă (1,1%).